# غنت-وفلجم للسيدات 2023
غنت-وفلجم للسيدات 2023 (بالفرنسية: Gand-Wevelgem féminin 2023) هو سباق دراجات هوائية، وهو الموسم الثاني عشر من غنت-وفلجم للسيدات ‏، وأقيم في 26 مارس 2023 ضمن سباقات طواف العالم للدراجات للسيدات 2023، وشارك فيه  140 متسابقاً ووصل إلى نهايته  74 متسابقاً.
فاز بالمركز الأول مارلين رويسر، وفاز بالمركز الثاني Megan Jastrab ‏، وفاز بالمركز الثالث Maike van der Duin ‏، وتصدر تصنيف طواف العالم لورينا ويبيس.

## الفرق
| فرق سيدات عالمية (15)- كانيون–إس آر إيه إم ريسينغ 2023 ‏ - فريق سنويب للسيدات ‏ - EF Education–Tibco–SVB ‏ - FDJ–Suez ‏ - بلانتور بورا سيلينج تيم ‏ - رالي سايكلنج 2023 ‏ - فريق كوجياس ميتلر لوك برو للدراجات ‏ - جامبو فيسما للسيدات ‏ - ليف ريسينغ ‏ - موفيستار للسيدات ‏ - إس دي وركس 2023 ‏ - Lidl–Trek (women's team) ‏ - Liv AlUla Jayco ‏ - يو أي أيه تيم 2023 ‏ - فريق أونو إكس برو للدراجات للسيدات 2023 ‏ فرق دراجات قارية سيدات (9)- إن إكس تي جي ريسينغ ‏ - Ceratizit Pro Cycling ‏ - Cofidis Women Team ‏ - بنجوال شوفالمير ‏ - دروبز ‏ - لوتو بيليسول للسيدات ‏ - Proximus-Alphamotorhomes-Doltcini CT‏ - باركهوتل فالكنبورغ 2023 ‏ - Zaaf Cycling Team ‏ |  |
| |  |

## المشاركون
| Lidl–Trek (women's team) ‏ TFS | Lidl–Trek (women's team) ‏ TFS | Lidl–Trek (women's team) ‏ TFS |
| ----------------------------- | ----------------------------- | ----------------------------- |
| م                             | عداء                          | مرتبة                         |
| 1                             | إليسا بالسامو                 | 68                            |
| 2                             | لوسيندا براند                 | لم يكمل السباق                |
| 3                             | Elynor Bäckstedt ‏             | 71                            |
| 4                             | برودي شابمان                  | لم يكمل السباق                |
| 5                             | Ilaria Sanguineti ‏            | لم يكمل السباق                |
| 6                             | شيرين فان أنروي               | 24                            |

| إس دي وركس ‏ SDW | إس دي وركس ‏ SDW | إس دي وركس ‏ SDW |
| --------------- | --------------- | --------------- |
| م               | عداء            | مرتبة           |
| 11              | لوت كوبيكي      | 70              |
| 12              | لورينا ويبيس    | لم يكمل السباق  |
| 13              | مارلين رويسر    | 1               |
| 14              | إيلينا سيتشيني  | 73              |
| 15              | كريستين ماجروس  | 12              |
| 16              | Lonneke Uneken ‏ | 61              |

| يو أي أيه تيم ‏ UAD | يو أي أيه تيم ‏ UAD   | يو أي أيه تيم ‏ UAD |
| ------------------ | -------------------- | ------------------ |
| م                  | عداء                 | مرتبة              |
| 21                 | مارتا باستيانيلي     | 6                  |
| 22                 | Eleonora Gasparrini ‏ | 72                 |
| 23                 | يوجينة بوجاك         | 27                 |
| 24                 | كيارا كونسوني        | 69                 |
| 25                 | ألينا أمياليوسيك     | 45                 |
| 26                 | Laura Tomasi ‏        | لم يكمل السباق     |

| EF Education–Tibco–SVB ‏ TIB | EF Education–Tibco–SVB ‏ TIB | EF Education–Tibco–SVB ‏ TIB |
| --------------------------- | --------------------------- | --------------------------- |
| م                           | عداء                        | مرتبة                       |
| 31                          | Zoe Bäckstedt ‏              | 46                          |
| 32                          | Letizia Borghesi ‏           | 16                          |
| 33                          | Clara Honsinger ‏            | لم يكمل السباق              |
| 34                          | أليسون جاكسون               | 67                          |
| 35                          | Sara Poidevin ‏              | 47                          |
| 36                          | لورين ستيفنز                | 51                          |

| إن إكس تي جي ريسينغ ‏ AGS | إن إكس تي جي ريسينغ ‏ AGS | إن إكس تي جي ريسينغ ‏ AGS |
| ------------------------ | ------------------------ | ------------------------ |
| م                        | عداء                     | مرتبة                    |
| 41                       | Lone Meertens ‏           | لم يكمل السباق           |
| 42                       | Julia Borgström ‏         | لم يكمل السباق           |
| 43                       | BEL                      | 33                       |
| 44                       | رومي كاسبر               | 25                       |
| 45                       | NED                      | لم يكمل السباق           |
| 46                       | Ally Wollaston ‏          | لم يبدأ                  |

| موفيستار للسيدات ‏ MOV | موفيستار للسيدات ‏ MOV  | موفيستار للسيدات ‏ MOV |
| --------------------- | ---------------------- | --------------------- |
| م                     | عداء                   | مرتبة                 |
| 51                    | أود بيانيك             | 17                    |
| 52                    | أليسيا غونزاليس بلانكو | لم يكمل السباق        |
| 53                    | أرلينيس سيرا           | لم يكمل السباق        |
| 54                    | Lourdes Oyarbide ‏      | 57                    |
| 55                    | شيلا جوتيريز           | لم يكمل السباق        |
| 56                    | غلوريا رودريغيز        | لم يكمل السباق        |

| Ceratizit Pro Cycling ‏ WNT | Ceratizit Pro Cycling ‏ WNT | Ceratizit Pro Cycling ‏ WNT |
| -------------------------- | -------------------------- | -------------------------- |
| م                          | عداء                       | مرتبة                      |
| 61                         | Alice Maria Arzuffi ‏       | لم يكمل السباق             |
| 62                         | فرانزيسكا بروس             | لم يكمل السباق             |
| 63                         | Mylène de Zoete ‏           | لم يكمل السباق             |
| 64                         | Arianna Fidanza ‏           | 35                         |
| 65                         | Marta Lach ‏                | 36                         |
| 66                         | Lea Lin Teutenberg ‏        | 19                         |

| Cofidis Women Team ‏ COF | Cofidis Women Team ‏ COF  | Cofidis Women Team ‏ COF |
| ----------------------- | ------------------------ | ----------------------- |
| م                       | عداء                     | مرتبة                   |
| 71                      | Martina Alzini ‏          | لم يكمل السباق          |
| 72                      | Victoire Berteau ‏        | لم يكمل السباق          |
| 73                      | Alana Castrique ‏         | 31                      |
| 74                      | فالنتاين فورتين          | 14                      |
| 75                      | Gabrielle Pilote Fortin ‏ | لم يكمل السباق          |
| 76                      | Josie Talbot ‏            | لم يكمل السباق          |

| دروبز ‏ DRP | دروبز ‏ DRP          | دروبز ‏ DRP     |
| ---------- | ------------------- | -------------- |
| م          | عداء                | مرتبة          |
| 81         | Margaux Vigié ‏      | لم يكمل السباق |
| 82         | Maddie Leech ‏       | 58             |
| 83         | Maria Novolodskaya ‏ | 22             |
| 84         | Kaja Rysz ‏          | 34             |
| 85         | Ella Wyllie ‏        | 74             |
| 86         | Typhaine Laurance ‏  | لم يبدأ        |

| جامبو فيسما للسيدات ‏ TJV | جامبو فيسما للسيدات ‏ TJV | جامبو فيسما للسيدات ‏ TJV |
| ------------------------ | ------------------------ | ------------------------ |
| م                        | عداء                     | مرتبة                    |
| 91                       | Teuntje Beekhuis ‏        | 21                       |
| 92                       | آنا هندرسون              | 9                        |
| 93                       | NED                      | 41                       |
| 94                       | Coryn Labecki            | لم يكمل السباق           |
| 95                       | Noemi Rüegg ‏             | 39                       |
| 96                       | Karlijn Swinkels ‏        | 4                        |

| Proximus-Alphamotorhomes-Doltcini‏ ___ | Proximus-Alphamotorhomes-Doltcini‏ ___ | Proximus-Alphamotorhomes-Doltcini‏ ___ |
| ------------------------------------- | ------------------------------------- | ------------------------------------- |
| م                                     | عداء                                  | مرتبة                                 |
| 102                                   | Trine Holmsgaard ‏                     | لم يكمل السباق                        |
| 103                                   | GER                                   | لم يكمل السباق                        |
| 104                                   | NED                                   | لم يكمل السباق                        |
| 105                                   | Nienke Wasmus ‏                        | لم يكمل السباق                        |
| 106                                   | Céline van Houtum‏                     | لم يكمل السباق                        |

| لوتو بيليسول للسيدات ‏ LDL | لوتو بيليسول للسيدات ‏ LDL | لوتو بيليسول للسيدات ‏ LDL |
| ------------------------- | ------------------------- | ------------------------- |
| م                         | عداء                      | مرتبة                     |
| 111                       | FIN                       | لم يكمل السباق            |
| 112                       | Katrijn De Clercq ‏        | 50                        |
| 113                       | Mieke Docx ‏               | لم يكمل السباق            |
| 114                       | GER                       | لم يكمل السباق            |
| 115                       | Quinty van de Guchte ‏     | 38                        |
| 116                       | Kristýna Burlová ‏         | 56                        |

| كانيون–إس آر إيه إم ‏ CSR | كانيون–إس آر إيه إم ‏ CSR  | كانيون–إس آر إيه إم ‏ CSR |
| ------------------------ | ------------------------- | ------------------------ |
| م                        | عداء                      | مرتبة                    |
| 121                      | Shari Bossuyt ‏            | 10                       |
| 122                      | تيفاني كرومويل            | 40                       |
| 123                      | Elise Chabbey ‏            | 66                       |
| 124                      | كاتارزينا نيفيادوما       | 42                       |
| 125                      | Agnieszka Skalniak-Sójka ‏ | لم يكمل السباق           |
| 126                      | Maike van der Duin ‏       | 3                        |

| FDJ–Suez ‏ FST | FDJ–Suez ‏ FST  | FDJ–Suez ‏ FST  |
| ------------- | -------------- | -------------- |
| م             | عداء           | مرتبة          |
| 131           | Stine Borgli ‏  | 60             |
| 132           | غريس براون     | 65             |
| 133           | جادي فيل       | 30             |
| 134           | Clara Copponi ‏ | 8              |
| 135           | أوجيني دوفال   | 59             |
| 136           | إميليا فهلين   | لم يكمل السباق |

| Zaaf Cycling Team ‏ ZAF | Zaaf Cycling Team ‏ ZAF | Zaaf Cycling Team ‏ ZAF |
| ---------------------- | ---------------------- | ---------------------- |
| م                      | عداء                   | مرتبة                  |
| 141                    | Maggie Coles-Lyster ‏   | 13                     |
| 142                    | ابتسام محمد            | لم يكمل السباق         |
| 143                    | Emanuela Zanetti‏       | لم يكمل السباق         |
| 145                    | Debora Silvestri ‏      | لم يكمل السباق         |
| 146                    | Mareille Meijering ‏    | 32                     |

| بلانتور بورا سيلينج تيم ‏ FED | بلانتور بورا سيلينج تيم ‏ FED | بلانتور بورا سيلينج تيم ‏ FED |
| ---------------------------- | ---------------------------- | ---------------------------- |
| م                            | عداء                         | مرتبة                        |
| 151                          | Millie Couzens ‏              | 54                           |
| 152                          | Yara Kastelijn ‏              | 29                           |
| 153                          | ساني كانت                    | 18                           |
| 154                          | Evy Kuijpers ‏                | 63                           |
| 155                          | Christina Schweinberger ‏     | 5                            |
| 156                          | Marthe Truyen ‏               | 28                           |

| رالي سايكلنج ‏ HPW | رالي سايكلنج ‏ HPW        | رالي سايكلنج ‏ HPW |
| ----------------- | ------------------------ | ----------------- |
| م                 | عداء                     | مرتبة             |
| 161               | Marjolein van 't Geloof ‏ | لم يكمل السباق    |
| 162               | Daria Pikulik ‏           | لم يكمل السباق    |
| 163               | Marit Raaijmakers ‏       | لم يكمل السباق    |
| 164               | Kaia Schmid ‏             | 62                |
| 165               | Jesse Vandenbulcke ‏      | 64                |
| 166               | ليلي وليامز              | لم يكمل السباق    |

| فريق كوجياس ميتلر لوك برو للدراجات ‏ CGS | فريق كوجياس ميتلر لوك برو للدراجات ‏ CGS | فريق كوجياس ميتلر لوك برو للدراجات ‏ CGS |
| --------------------------------------- | --------------------------------------- | --------------------------------------- |
| م                                       | عداء                                    | مرتبة                                   |
| 171                                     | Mia Griffin ‏                            | لم يكمل السباق                          |
| 172                                     | Silvia Magri ‏                           | لم يكمل السباق                          |
| 174                                     | GER                                     | لم يكمل السباق                          |
| 175                                     | إيلينا بيروني                           | لم يكمل السباق                          |
| 176                                     | Nguyễn Thị Thật ‏                        | لم يكمل السباق                          |

| ليف ريسينغ ‏ LIV | ليف ريسينغ ‏ LIV   | ليف ريسينغ ‏ LIV |
| --------------- | ----------------- | --------------- |
| م               | عداء              | مرتبة           |
| 181             | Rachele Barbieri ‏ | لم يكمل السباق  |
| 182             | إيفا بورمان       | لم يكمل السباق  |
| 183             | Katia Ragusa ‏     | 53              |
| 184             | Valerie Demey ‏    | لم يكمل السباق  |
| 186             | Quinty Ton ‏       | 26              |

| فريق أونو إكس برو للدراجات للسيدات ‏ UXT | فريق أونو إكس برو للدراجات للسيدات ‏ UXT | فريق أونو إكس برو للدراجات للسيدات ‏ UXT |
| --------------------------------------- | --------------------------------------- | --------------------------------------- |
| م                                       | عداء                                    | مرتبة                                   |
| 191                                     | Rebecca Koerner ‏                        | لم يكمل السباق                          |
| 192                                     | إلينور باركر                            | 7                                       |
| 193                                     | ماريا جوليا كونفالونيري                 | 20                                      |
| 194                                     | أمالي ديديريكسن                         | لم يكمل السباق                          |
| 195                                     | Anniina Ahtosalo ‏                       | 48                                      |
| 196                                     | Julie Norman Leth                       | لم يكمل السباق                          |

| فريق سنويب للسيدات ‏ DSM | فريق سنويب للسيدات ‏ DSM | فريق سنويب للسيدات ‏ DSM |
| ----------------------- | ----------------------- | ----------------------- |
| م                       | عداء                    | مرتبة                   |
| 201                     | فايفر جورجي             | 11                      |
| 202                     | Daniek Hengeveld ‏       | لم يكمل السباق          |
| 203                     | Megan Jastrab ‏          | 2                       |
| 204                     | فرانشيسكا كوش ‏          | 52                      |
| 205                     | Charlotte Kool ‏         | لم يكمل السباق          |
| 206                     | Maeve Plouffe ‏          | لم يكمل السباق          |

| Liv AlUla Jayco ‏ BEX | Liv AlUla Jayco ‏ BEX | Liv AlUla Jayco ‏ BEX |
| -------------------- | -------------------- | -------------------- |
| م                    | عداء                 | مرتبة                |
| 211                  | جيسيكا ألين          | لم يكمل السباق       |
| 212                  | Amber Pate ‏          | لم يكمل السباق       |
| 213                  | Georgie Howe ‏        | 43                   |
| 214                  | نينا كيسلر           | لم يكمل السباق       |
| 215                  | Alexandra Manly ‏     | 44                   |
| 216                  | Ruby Roseman-Gannon ‏ | 15                   |

| باركهوتل فالكنبورغ ‏ PHV | باركهوتل فالكنبورغ ‏ PHV | باركهوتل فالكنبورغ ‏ PHV |
| ----------------------- | ----------------------- | ----------------------- |
| م                       | عداء                    | مرتبة                   |
| 221                     | Nicole Frain ‏           | لم يكمل السباق          |
| 222                     | Pien Limpens ‏           | لم يكمل السباق          |
| 223                     | Quinty Schoens ‏         | لم يكمل السباق          |
| 224                     | كيرستي فان هافتن        | 23                      |
| 225                     | NED                     | لم يكمل السباق          |
| 226                     | Margot Vanpachtenbeke ‏  | 49                      |

| بنجوال شوفالمير ‏ DCH | بنجوال شوفالمير ‏ DCH | بنجوال شوفالمير ‏ DCH |
| -------------------- | -------------------- | -------------------- |
| م                    | عداء                 | مرتبة                |
| 231                  | Nathalie Bex ‏        | 37                   |
| 232                  | مالين إريكسن ‏        | لم يكمل السباق       |
| 233                  | Danique Braam ‏       | 55                   |
| 234                  | Antonia Gröndahl ‏    | لم يكمل السباق       |
| 235                  | Minke Bakker‏         | لم يكمل السباق       |
| 236                  | كيلي فان دن ستين     | لم يكمل السباق       |

| Lidl–Trek (women's team) ‏ TFS | Lidl–Trek (women's team) ‏ TFS | Lidl–Trek (women's team) ‏ TFS |
| ----------------------------- | ----------------------------- | ----------------------------- |
| م                             | عداء                          | مرتبة                         |
| 1                             | إليسا بالسامو                 | 68                            |
| 2                             | لوسيندا براند                 | لم يكمل السباق                |
| 3                             | Elynor Bäckstedt ‏             | 71                            |
| 4                             | برودي شابمان                  | لم يكمل السباق                |
| 5                             | Ilaria Sanguineti ‏            | لم يكمل السباق                |
| 6                             | شيرين فان أنروي               | 24                            |

| إس دي وركس ‏ SDW | إس دي وركس ‏ SDW | إس دي وركس ‏ SDW |
| --------------- | --------------- | --------------- |
| م               | عداء            | مرتبة           |
| 11              | لوت كوبيكي      | 70              |
| 12              | لورينا ويبيس    | لم يكمل السباق  |
| 13              | مارلين رويسر    | 1               |
| 14              | إيلينا سيتشيني  | 73              |
| 15              | كريستين ماجروس  | 12              |
| 16              | Lonneke Uneken ‏ | 61              |

| يو أي أيه تيم ‏ UAD | يو أي أيه تيم ‏ UAD   | يو أي أيه تيم ‏ UAD |
| ------------------ | -------------------- | ------------------ |
| م                  | عداء                 | مرتبة              |
| 21                 | مارتا باستيانيلي     | 6                  |
| 22                 | Eleonora Gasparrini ‏ | 72                 |
| 23                 | يوجينة بوجاك         | 27                 |
| 24                 | كيارا كونسوني        | 69                 |
| 25                 | ألينا أمياليوسيك     | 45                 |
| 26                 | Laura Tomasi ‏        | لم يكمل السباق     |

| EF Education–Tibco–SVB ‏ TIB | EF Education–Tibco–SVB ‏ TIB | EF Education–Tibco–SVB ‏ TIB |
| --------------------------- | --------------------------- | --------------------------- |
| م                           | عداء                        | مرتبة                       |
| 31                          | Zoe Bäckstedt ‏              | 46                          |
| 32                          | Letizia Borghesi ‏           | 16                          |
| 33                          | Clara Honsinger ‏            | لم يكمل السباق              |
| 34                          | أليسون جاكسون               | 67                          |
| 35                          | Sara Poidevin ‏              | 47                          |
| 36                          | لورين ستيفنز                | 51                          |

| إن إكس تي جي ريسينغ ‏ AGS | إن إكس تي جي ريسينغ ‏ AGS | إن إكس تي جي ريسينغ ‏ AGS |
| ------------------------ | ------------------------ | ------------------------ |
| م                        | عداء                     | مرتبة                    |
| 41                       | Lone Meertens ‏           | لم يكمل السباق           |
| 42                       | Julia Borgström ‏         | لم يكمل السباق           |
| 43                       | BEL                      | 33                       |
| 44                       | رومي كاسبر               | 25                       |
| 45                       | NED                      | لم يكمل السباق           |
| 46                       | Ally Wollaston ‏          | لم يبدأ                  |

| موفيستار للسيدات ‏ MOV | موفيستار للسيدات ‏ MOV  | موفيستار للسيدات ‏ MOV |
| --------------------- | ---------------------- | --------------------- |
| م                     | عداء                   | مرتبة                 |
| 51                    | أود بيانيك             | 17                    |
| 52                    | أليسيا غونزاليس بلانكو | لم يكمل السباق        |
| 53                    | أرلينيس سيرا           | لم يكمل السباق        |
| 54                    | Lourdes Oyarbide ‏      | 57                    |
| 55                    | شيلا جوتيريز           | لم يكمل السباق        |
| 56                    | غلوريا رودريغيز        | لم يكمل السباق        |

| Ceratizit Pro Cycling ‏ WNT | Ceratizit Pro Cycling ‏ WNT | Ceratizit Pro Cycling ‏ WNT |
| -------------------------- | -------------------------- | -------------------------- |
| م                          | عداء                       | مرتبة                      |
| 61                         | Alice Maria Arzuffi ‏       | لم يكمل السباق             |
| 62                         | فرانزيسكا بروس             | لم يكمل السباق             |
| 63                         | Mylène de Zoete ‏           | لم يكمل السباق             |
| 64                         | Arianna Fidanza ‏           | 35                         |
| 65                         | Marta Lach ‏                | 36                         |
| 66                         | Lea Lin Teutenberg ‏        | 19                         |

| Cofidis Women Team ‏ COF | Cofidis Women Team ‏ COF  | Cofidis Women Team ‏ COF |
| ----------------------- | ------------------------ | ----------------------- |
| م                       | عداء                     | مرتبة                   |
| 71                      | Martina Alzini ‏          | لم يكمل السباق          |
| 72                      | Victoire Berteau ‏        | لم يكمل السباق          |
| 73                      | Alana Castrique ‏         | 31                      |
| 74                      | فالنتاين فورتين          | 14                      |
| 75                      | Gabrielle Pilote Fortin ‏ | لم يكمل السباق          |
| 76                      | Josie Talbot ‏            | لم يكمل السباق          |

| دروبز ‏ DRP | دروبز ‏ DRP          | دروبز ‏ DRP     |
| ---------- | ------------------- | -------------- |
| م          | عداء                | مرتبة          |
| 81         | Margaux Vigié ‏      | لم يكمل السباق |
| 82         | Maddie Leech ‏       | 58             |
| 83         | Maria Novolodskaya ‏ | 22             |
| 84         | Kaja Rysz ‏          | 34             |
| 85         | Ella Wyllie ‏        | 74             |
| 86         | Typhaine Laurance ‏  | لم يبدأ        |

| جامبو فيسما للسيدات ‏ TJV | جامبو فيسما للسيدات ‏ TJV | جامبو فيسما للسيدات ‏ TJV |
| ------------------------ | ------------------------ | ------------------------ |
| م                        | عداء                     | مرتبة                    |
| 91                       | Teuntje Beekhuis ‏        | 21                       |
| 92                       | آنا هندرسون              | 9                        |
| 93                       | NED                      | 41                       |
| 94                       | Coryn Labecki            | لم يكمل السباق           |
| 95                       | Noemi Rüegg ‏             | 39                       |
| 96                       | Karlijn Swinkels ‏        | 4                        |

| Proximus-Alphamotorhomes-Doltcini‏ ___ | Proximus-Alphamotorhomes-Doltcini‏ ___ | Proximus-Alphamotorhomes-Doltcini‏ ___ |
| ------------------------------------- | ------------------------------------- | ------------------------------------- |
| م                                     | عداء                                  | مرتبة                                 |
| 102                                   | Trine Holmsgaard ‏                     | لم يكمل السباق                        |
| 103                                   | GER                                   | لم يكمل السباق                        |
| 104                                   | NED                                   | لم يكمل السباق                        |
| 105                                   | Nienke Wasmus ‏                        | لم يكمل السباق                        |
| 106                                   | Céline van Houtum‏                     | لم يكمل السباق                        |

| لوتو بيليسول للسيدات ‏ LDL | لوتو بيليسول للسيدات ‏ LDL | لوتو بيليسول للسيدات ‏ LDL |
| ------------------------- | ------------------------- | ------------------------- |
| م                         | عداء                      | مرتبة                     |
| 111                       | FIN                       | لم يكمل السباق            |
| 112                       | Katrijn De Clercq ‏        | 50                        |
| 113                       | Mieke Docx ‏               | لم يكمل السباق            |
| 114                       | GER                       | لم يكمل السباق            |
| 115                       | Quinty van de Guchte ‏     | 38                        |
| 116                       | Kristýna Burlová ‏         | 56                        |

| كانيون–إس آر إيه إم ‏ CSR | كانيون–إس آر إيه إم ‏ CSR  | كانيون–إس آر إيه إم ‏ CSR |
| ------------------------ | ------------------------- | ------------------------ |
| م                        | عداء                      | مرتبة                    |
| 121                      | Shari Bossuyt ‏            | 10                       |
| 122                      | تيفاني كرومويل            | 40                       |
| 123                      | Elise Chabbey ‏            | 66                       |
| 124                      | كاتارزينا نيفيادوما       | 42                       |
| 125                      | Agnieszka Skalniak-Sójka ‏ | لم يكمل السباق           |
| 126                      | Maike van der Duin ‏       | 3                        |

| FDJ–Suez ‏ FST | FDJ–Suez ‏ FST  | FDJ–Suez ‏ FST  |
| ------------- | -------------- | -------------- |
| م             | عداء           | مرتبة          |
| 131           | Stine Borgli ‏  | 60             |
| 132           | غريس براون     | 65             |
| 133           | جادي فيل       | 30             |
| 134           | Clara Copponi ‏ | 8              |
| 135           | أوجيني دوفال   | 59             |
| 136           | إميليا فهلين   | لم يكمل السباق |

| Zaaf Cycling Team ‏ ZAF | Zaaf Cycling Team ‏ ZAF | Zaaf Cycling Team ‏ ZAF |
| ---------------------- | ---------------------- | ---------------------- |
| م                      | عداء                   | مرتبة                  |
| 141                    | Maggie Coles-Lyster ‏   | 13                     |
| 142                    | ابتسام محمد            | لم يكمل السباق         |
| 143                    | Emanuela Zanetti‏       | لم يكمل السباق         |
| 145                    | Debora Silvestri ‏      | لم يكمل السباق         |
| 146                    | Mareille Meijering ‏    | 32                     |

| بلانتور بورا سيلينج تيم ‏ FED | بلانتور بورا سيلينج تيم ‏ FED | بلانتور بورا سيلينج تيم ‏ FED |
| ---------------------------- | ---------------------------- | ---------------------------- |
| م                            | عداء                         | مرتبة                        |
| 151                          | Millie Couzens ‏              | 54                           |
| 152                          | Yara Kastelijn ‏              | 29                           |
| 153                          | ساني كانت                    | 18                           |
| 154                          | Evy Kuijpers ‏                | 63                           |
| 155                          | Christina Schweinberger ‏     | 5                            |
| 156                          | Marthe Truyen ‏               | 28                           |

| رالي سايكلنج ‏ HPW | رالي سايكلنج ‏ HPW        | رالي سايكلنج ‏ HPW |
| ----------------- | ------------------------ | ----------------- |
| م                 | عداء                     | مرتبة             |
| 161               | Marjolein van 't Geloof ‏ | لم يكمل السباق    |
| 162               | Daria Pikulik ‏           | لم يكمل السباق    |
| 163               | Marit Raaijmakers ‏       | لم يكمل السباق    |
| 164               | Kaia Schmid ‏             | 62                |
| 165               | Jesse Vandenbulcke ‏      | 64                |
| 166               | ليلي وليامز              | لم يكمل السباق    |

| فريق كوجياس ميتلر لوك برو للدراجات ‏ CGS | فريق كوجياس ميتلر لوك برو للدراجات ‏ CGS | فريق كوجياس ميتلر لوك برو للدراجات ‏ CGS |
| --------------------------------------- | --------------------------------------- | --------------------------------------- |
| م                                       | عداء                                    | مرتبة                                   |
| 171                                     | Mia Griffin ‏                            | لم يكمل السباق                          |
| 172                                     | Silvia Magri ‏                           | لم يكمل السباق                          |
| 174                                     | GER                                     | لم يكمل السباق                          |
| 175                                     | إيلينا بيروني                           | لم يكمل السباق                          |
| 176                                     | Nguyễn Thị Thật ‏                        | لم يكمل السباق                          |

| ليف ريسينغ ‏ LIV | ليف ريسينغ ‏ LIV   | ليف ريسينغ ‏ LIV |
| --------------- | ----------------- | --------------- |
| م               | عداء              | مرتبة           |
| 181             | Rachele Barbieri ‏ | لم يكمل السباق  |
| 182             | إيفا بورمان       | لم يكمل السباق  |
| 183             | Katia Ragusa ‏     | 53              |
| 184             | Valerie Demey ‏    | لم يكمل السباق  |
| 186             | Quinty Ton ‏       | 26              |

| فريق أونو إكس برو للدراجات للسيدات ‏ UXT | فريق أونو إكس برو للدراجات للسيدات ‏ UXT | فريق أونو إكس برو للدراجات للسيدات ‏ UXT |
| --------------------------------------- | --------------------------------------- | --------------------------------------- |
| م                                       | عداء                                    | مرتبة                                   |
| 191                                     | Rebecca Koerner ‏                        | لم يكمل السباق                          |
| 192                                     | إلينور باركر                            | 7                                       |
| 193                                     | ماريا جوليا كونفالونيري                 | 20                                      |
| 194                                     | أمالي ديديريكسن                         | لم يكمل السباق                          |
| 195                                     | Anniina Ahtosalo ‏                       | 48                                      |
| 196                                     | Julie Norman Leth                       | لم يكمل السباق                          |

| فريق سنويب للسيدات ‏ DSM | فريق سنويب للسيدات ‏ DSM | فريق سنويب للسيدات ‏ DSM |
| ----------------------- | ----------------------- | ----------------------- |
| م                       | عداء                    | مرتبة                   |
| 201                     | فايفر جورجي             | 11                      |
| 202                     | Daniek Hengeveld ‏       | لم يكمل السباق          |
| 203                     | Megan Jastrab ‏          | 2                       |
| 204                     | فرانشيسكا كوش ‏          | 52                      |
| 205                     | Charlotte Kool ‏         | لم يكمل السباق          |
| 206                     | Maeve Plouffe ‏          | لم يكمل السباق          |

| Liv AlUla Jayco ‏ BEX | Liv AlUla Jayco ‏ BEX | Liv AlUla Jayco ‏ BEX |
| -------------------- | -------------------- | -------------------- |
| م                    | عداء                 | مرتبة                |
| 211                  | جيسيكا ألين          | لم يكمل السباق       |
| 212                  | Amber Pate ‏          | لم يكمل السباق       |
| 213                  | Georgie Howe ‏        | 43                   |
| 214                  | نينا كيسلر           | لم يكمل السباق       |
| 215                  | Alexandra Manly ‏     | 44                   |
| 216                  | Ruby Roseman-Gannon ‏ | 15                   |

| باركهوتل فالكنبورغ ‏ PHV | باركهوتل فالكنبورغ ‏ PHV | باركهوتل فالكنبورغ ‏ PHV |
| ----------------------- | ----------------------- | ----------------------- |
| م                       | عداء                    | مرتبة                   |
| 221                     | Nicole Frain ‏           | لم يكمل السباق          |
| 222                     | Pien Limpens ‏           | لم يكمل السباق          |
| 223                     | Quinty Schoens ‏         | لم يكمل السباق          |
| 224                     | كيرستي فان هافتن        | 23                      |
| 225                     | NED                     | لم يكمل السباق          |
| 226                     | Margot Vanpachtenbeke ‏  | 49                      |

| بنجوال شوفالمير ‏ DCH | بنجوال شوفالمير ‏ DCH | بنجوال شوفالمير ‏ DCH |
| -------------------- | -------------------- | -------------------- |
| م                    | عداء                 | مرتبة                |
| 231                  | Nathalie Bex ‏        | 37                   |
| 232                  | مالين إريكسن ‏        | لم يكمل السباق       |
| 233                  | Danique Braam ‏       | 55                   |
| 234                  | Antonia Gröndahl ‏    | لم يكمل السباق       |
| 235                  | Minke Bakker‏         | لم يكمل السباق       |
| 236                  | كيلي فان دن ستين     | لم يكمل السباق       |

## التصنيف العام النهائي
| التصنيف العام | التصنيف العام            | التصنيف العام                       | التصنيف العام | التصنيف العام |
| المتسابقة     | المتسابقة                | الفريق                              | الوقت         |               |
| ------------- | ------------------------ | ----------------------------------- | ------------- | ------------- |
| 1             | مارلين رويسر             | إس دي وركس ‏                         | 4 س 16 د 47 ث |               |
| 2             | Megan Jastrab ‏           | فريق سنويب للسيدات ‏                 | + 2 د 42 ث    |               |
| 3             | Maike van der Duin ‏      | كانيون–إس آر إيه إم ‏                | + 2 د 42 ث    |               |
| 4             | Karlijn Swinkels ‏        | جامبو فيسما للسيدات ‏                | + 2 د 42 ث    |               |
| 5             | Christina Schweinberger ‏ | بلانتور بورا سيلينج تيم ‏            | + 2 د 42 ث    |               |
| 6             | مارتا باستيانيلي         | يو أي أيه تيم ‏                      | + 2 د 42 ث    |               |
| 7             | إلينور باركر             | فريق أونو إكس برو للدراجات للسيدات ‏ | + 2 د 42 ث    |               |
| 8             | Clara Copponi ‏           | FDJ–Suez ‏                           | + 2 د 42 ث    |               |
| 9             | آنا هندرسون              | جامبو فيسما للسيدات ‏                | + 2 د 42 ث    |               |
| 10            | Shari Bossuyt ‏           | كانيون–إس آر إيه إم ‏                | + 2 د 42 ث    |               |
|               |                          |                                     |               |               |
|               |                          |                                     |               |               |

### تصنيف النقاط
| تصنيف النقاط | تصنيف النقاط        | تصنيف النقاط              | تصنيف النقاط | تصنيف النقاط |
| المتسابقة    | المتسابقة           | الفريق                    | النقاط       |              |
| ------------ | ------------------- | ------------------------- | ------------ | ------------ |
| 1            | لورينا ويبيس        | إس دي وركس ‏               | 1132 نقطة    |              |
| 2            | إليسا بالسامو       | Lidl–Trek (women's team) ‏ | 868 نقطة     |              |
| 3            | فايفر جورجي         | فريق سنويب للسيدات ‏       | 770 نقطة     |              |
| 4            | أماندا سبرات        | Lidl–Trek (women's team) ‏ | 754 نقطة     |              |
| 5            | لوت كوبيكي          | إس دي وركس ‏               | 720 نقطة     |              |
| 6            | Maike van der Duin ‏ | كانيون–إس آر إيه إم ‏      | 648 نقطة     |              |
| 7            | غريس براون          | FDJ–Suez ‏                 | 562 نقطة     |              |
| 8            | Megan Jastrab ‏      | فريق سنويب للسيدات ‏       | 540 نقطة     |              |
| 9            | إليسا ونغو بورغيني  | Lidl–Trek (women's team) ‏ | 536 نقطة     |              |
| 10           | Loes Adegeest ‏      | FDJ–Suez ‏                 | 480 نقطة     |              |
|              |                     |                           |              |              |
|              |                     |                           |              |              |

## تصنيف الفرق

### الفرق حسب النقاط
| ترتيب الفرق حسب النقاط | ترتيب الفرق حسب النقاط                   | ترتيب الفرق حسب النقاط | ترتيب الفرق حسب النقاط |
| الفريق                 | الفريق                                   | النقاط                 |                        |
| ---------------------- | ---------------------------------------- | ---------------------- | ---------------------- |
| 1                      | إس دي وركس ‏                              | 3219 نقطة              |                        |
| 2                      | Lidl–Trek (women's team) ‏                | 3200 نقطة              |                        |
| 3                      | FDJ–Suez ‏                                | 2121 نقطة              |                        |
| 4                      | كانيون–إس آر إيه إم ‏                     | 1954 نقطة              |                        |
| 5                      | فريق سنويب للسيدات ‏                      | 1839 نقطة              |                        |
| 6                      | يو أي أيه تيم ‏                           | 1408 نقطة              |                        |
| 7                      | فريق أونو إكس برو للدراجات للسيدات 2023 ‏ | 1103 نقطة              |                        |
| 8                      | موفيستار للسيدات ‏                        | 1073 نقطة              |                        |
| 9                      | EF Education–Tibco–SVB ‏                  | 896 نقطة               |                        |
| 10                     | بلانتور بورا سيلينج تيم ‏                 | 894 نقطة               |                        |
|                        |                                          |                        |                        |
|                        |                                          |                        |                        |

## تصانيف فرعية

### تصنيف أفضل شاب
| تصنيف أفضل شابة | تصنيف أفضل شابة     | تصنيف أفضل شابة      | تصنيف أفضل شابة | تصنيف أفضل شابة |
| المتسابقة       | المتسابقة           | الفريق               | الوقت           |                 |
| --------------- | ------------------- | -------------------- | --------------- | --------------- |
| 1               | Maike van der Duin ‏ | كانيون–إس آر إيه إم ‏ |                 |                 |
| 2               | Megan Jastrab ‏      | فريق سنويب للسيدات ‏  |                 |                 |
| 3               | Henrietta Christie ‏ | رالي سايكلنج ‏        |                 |                 |
|                 |                     |                      |                 |                 |
|                 |                     |                      |                 |                 |